# 特拉文·沃克
尤里·特拉文·沃克（Yury Travon Walker，TREY-von；2000年12月18日—），美国佐治亚州托马斯顿人，职业橄榄球运动员，美国全国橄榄球联盟（NFL）杰克逊维尔美洲虎队的线卫。沃克在大学期间于佐治亚大学打大学橄榄球，并赢得了2022年全国冠军，之后在2022年NFL选秀中被美洲虎队以首轮第一顺位的状元签选中。